# Esperanza Roy
Esperanza Fuentes Roy (Madrid, 22 novembre 1935) è un'attrice e soubrette spagnola.

## Biografia
Ultima di sei figli, Esperanza Roy studiò danza classica, flamenco e tip tap ed entrò nella compagnia di Karen Taft. Nel 1959 venne ingaggiata dall'agenzia Bermúdez, con la quale viaggiò per cinque anni in tutta l'Europa, esibendosi anche con Joséphine Baker al casinò di Baden-Baden.
Rientrata in Spagna, si affermò come vedette nel teatro di rivista. Lavorò, tra gli altri, con Nati Mistral presso il Teatro Eslava di Madrid. Divenne una delle attrici teatrali più popolari del panorama spagnolo, calcando per molti anni i palcoscenici nazionali. Nella sua carriera spaziò dai testi classici ai musical: tra i suoi lavori si ricordano La dama sciocca e Le donne al parlamento.
Nel frattempo si dedicò anche al cinema, ottenendo grande successo. Nel 1969 vinse ai Premi Sant Jordi per il suo ruolo nel film Si volvemos a vernos. Fu una delle protagoniste delle commedie tipiche del periodo della Transizione negli anni settanta.
Per quattro volte consecutive, dal 1971 al 1974, venne premiata come miglior attrice dell'anno secondo Radio Nacional de España. Nel 1978 fu premiata con la medaglia CEC come migliore attrice protagonista per la sua interpretazione nella pellicola Carne apaleada. Vinse nuovamente quattro anni più tardi, questa volta nella categoria migliore attrice non protagonista, per il film ¡Tú estás loco, Briones!.
Per Vida/Perra le venne assegnato un premio non ufficiale alla 39ª Mostra internazionale d'arte cinematografica di Venezia.
Nel 1983 ottenne due candidature ai Fotogrammi d'argento, miglior attrice cinematografica per Vida/Perra e miglior interprete teatrale per Coronada y el toro, riuscendo ad aggiudicarsi il premio nella prima categoria. L'anno seguente, vinse anche il premio come miglior interprete teatrale per Non si paga, non si paga!.
Dopo aver rifiutato di recitare per Pedro Almodóvar in Labirinto di passioni e Che ho fatto io per meritare questo? per via di pregressi impegni teatrali, Esperanza Roy avrebbe dovuto prendere parte al film Tacchi a spillo, in cui era stato scritto per lei il ruolo di Becky del Páramo. La stessa Roy aveva già annunciato alla stampa la sua collaborazione con Almodóvar. Il regista, tuttavia, decise all'ultimo momento di assegnare la parte a Marisa Paredes con disappunto della Roy.
Nel 1993 sposò il regista Javier Aguirre, che l'aveva diretta in alcuni dei suoi successi e con il quale intratteneva una relazione sentimentale già dai tempi in cui l'uomo era sposato con la prima moglie. Nel mese di novembre del 2019, la coppia fu insignita della medaglia d'oro dell'Academia de las Artes y las Ciencias Cinematográficas per il contributo dato al settore cinematografico spagnolo.
Nel 2010, al termine dello spettacolo teatrale Tórtolas, Crepúsculo y Telón, Esperanza Roy annunciò il proprio ritiro dalle scene all'età di settantacinque anni.

## Filmografia

### Cinema
- Bella, la salvaje, regia di Raúl Medina e Roberto Rey (1953)
- El burócrata González, regia di Tito Davison (1964)
- Relevo para un pistolero, regia di Ramón Torrado (1964)
- Destino: Barajas, regia di Ricardo Blasco (1965)
- Dos chicas locas, locas, regia di Pedro Lazaga (1965)
- El cálido verano del Sr. Rodríguez, regia di Pedro Lazaga (1965)
- ¿Qué hacemos con los hijos?, regia di Pedro Lazaga (1967)
- Una strega senza scopa (Una bauja su escoba), regia di José María Elorrieta (1964)
- Si volvemos a vernos, regia di Francisco Regueiro (1968)
- La muchacha del Nilo, regia di José María Elorrieta (1969)
- ¿Por qué te engaña tu marido?, regia di Manuel Summers (1969)
- Pecados conyugales, regia di José María Forqué (1969)
- Estudio amueblado 2.P., regia di José María Forqué (1969)
- ¿Por qué pecamos a los cuarenta?, regia di Pedro Lazaga (1969)
- El cronicón, regia di Antonio Giménez-Rico (1970)
- Il giardino delle delizie (El jardín de las delicias), regia di Carlos Saura (1970)
- El sobre verde, regia di Rafael Gil (1971)
- Las siete vidas del gato, regia di Pedro Lazaga (1971)
- X312 - Flug zur Hölle, regia di Jesús Franco (1971)
- Blanca por fuera y Rosa por dentro, regia di Pedro Lazaga (1971)
- La garbanza negra, que en paz descanse..., regia di Luis María Delgado (1972)
- Los novios de mi mujer, regia di Tito Fernández (1972)
- Guapo heredero busca esposa, regia di Luis María Delgado (1972)
- Secuestro a la española, regia di Mateo Cano (1972)
- Una candela per il diavolo (Una vela para el diablo), regia di Eugenio Martín (1973)
- La cavalcata dei resuscitati ciechi (El ataque de los muertos sin ojos), regia di Amando de Ossorio (1973)
- Un casto varón español, regia di Jaime de Armiñán (1973)
- Las señoritas de mala compañía, regia di José Antonio Nieves Conde (1973)
- Mi hijo no es lo que parece, regia di Angelino Fons (1974)
- Una mujer prohibida, regia di José Luis Ruiz Marcos (1974)
- Dormir y ligar: todo es empezar, regia di Mariano Ozores (1974)
- El insólito embarazo de los Martínez, regia di Javier Aguirre (1974)
- El libro de buen amor II, regia di Jaime Bayarri (1976)
- Ligeramente viudas, regia di Javier Aguirre (1976)
- Ellas los prefieren... locas, regia di Mariano Ozores (1977)
- La zorrita en bikini, regia di Ignacio Iquino (1976)
- Caperucita y Roja, regia di Aitor Goiricelaya (1977)
- La signora ha fatto il pieno, regia di Juan Bosch (1977)
- Gusanos de seda, regia di Francisco Rodríguez (1977)
- Carne apaleada, regia di Javier Aguirre (1978)
- El sacerdote, regia di Eloy de la Iglesia (1978)
- Mi adúltero esposo, regia di Joaquín Coll Espona (1979)
- Tigre, regia di Rodolfo de Anda (1979)
- Compañero de viaje, regia di Clemente de la Cerda (1979)
- Memorias de Leticia Valle, regia di Miguel Ángel Rivas (1979)
- El alcalde y la política, regia di Luis María Delgado (1980)
- El lobo negro, regia di Rafael Romero Marchent (1981)
- ¡Tú estás loco, Briones!, regia di Javier Maqua (1981)
- Puente aéreo, regia di Pedro Masó (1981)
- Duelo a muerte, regia di Rafael Romero Marchent (1981)
- Bésame, tonta, regia di Fernando González de Canales (1982)
- Vida/Perra, regia di Javier Aguirre (1982)
- La zorra y el escorpión, regia di Manuel Iglesias (1983)
- A la pálida luz de la luna, regia di José María González-Sinde (1985)
- La monja alférez, regia di Javier Aguirre (1987)
- Divine parole (Divinas palabras), regia di José Luis García Sánchez (1987)
- El amor sí tiene cura, regia di Javier Aguirre (1991)
- Chechu e famiglia (Chechu y familia), regia di Álvaro Sáenz de Heredia (1992)
- Perdona bonita, pero Lucas me quería a mí, regia di Dunia Ayaso e Félix Sabroso (1997)
- La novia de medianoche, regia di Antonio F. Simón (1997)
- X, regia di Luis Marías (2002)
- Medea 2, regia di Javier Aguirre (2006)
- Vete de mí, regia di Víctor García León (2006)

### Televisione
- Cuentos y leyendas - serie TV, 1 episodio (1972)
- Noche de teatro - serie TV, 1 episodio (1974)
- Sergeant Berry - serie TV, 1 episodio (1975)
- El hotel de las mil y una estrellas - serie TV, 1 episodio (1979)
- El jardín de Venus - serie TV, 5 episodi (1983)
- Un, dos, tres... responda otra vez - serie TV, 2 episodi (1983-1987)
- La comedia - serie TV, 1 episodio (1984)
- La comedia musical española - serie TV, 3 episodi (1985)
- Por la calle de Alcalá (Antología de la Revista) - film TV (1986)
- La voz humana - serie TV, 1 episodio (1986)
- Fiestaristófanes - film TV (1987)
- El edén - serie TV, 1 episodio (1987)
- Por la calle de Alcalá 2 - film TV (1988)
- Don Chisciotte della Mancha - serie TV, 3 episodi (1991)
- Casa para dos - serie TV, 8 episodi (1995)
- Paraíso - serie TV, 1 episodio (2002)
- El comisario - serie TV, 3 episodi (2008)
- Viva Luisa - serie TV, 2 episodi (2008)
- Stamos okupa2 - serie TV, 1 episodio (2012)

## Riconoscimenti
- Medallas del Círculo de Escritores Cinematográficos
  - 1978 – Vincitrice come migliore attrice per Carne apaleada
  - 1982 – Vincitrice come migliore attrice non protagonista per ¡Tú estás loco, Briones!

- Premios de la Unión de Actores
  - 2018 – Premio alla carriera

- Medaglia d'oro dell'Academia de las Artes y las Ciencias Cinematográficas
  - 2019 – Premio alla carriera

- Fotogrammi d'argento
  - 1983 – Candidatura come miglior interprete teatrale per Coronada y el toro
  - 1983 – Vincitrice come miglior attrice cinematografica per Vida/Perra
  - 1984 – Vincitrice come miglior interprete teatrale per Non si paga, non si paga!

- Premi Sant Jordi
  - 1969 – Vincitrice come miglior attrice in un film spagnolo per Si volvemos a vernos
  - 1983 – Vincitrice come miglior attrice in un film spagnolo per Bésame, tonta e Vida/Perra